# Tomislav Bakarić
Tomislav Bakarić (Kljevci, Sanski Most, 10. siječnja 1940.), hrvatski, romanopisac, dramski pisac i pripovjedač.
Bio je studentom komparativne književnosti i germanistike u Zagrebu. Radio je kao spiker Radio Zagreb, a kasnije je postao direktorom Hrvatskog radija.
Djela: 
- "Kako je umro grad" (roman, 1966.),
- "Hrvatski triptih" (drame, 1988.),
- "Malleus maleficarum" (drame, 1994.),
- "Mrtva priroda s pticom" (proze i drame, 1997.).

Drama "Anno domini 1573." je dobila nagradu za najbolji tekst na Sarajevskom festivalu.
Odlikovan je Redom Danice hrvatske s likom Antuna Radića (1995.).

## Vanjske poveznice
- Hrvatski centar ITI  Arhivirana inačica izvorne stranice od 28. rujna 2007. (Wayback Machine)